# Isłam Badurgow
Isłam Badurgow (ros. Ислам Бадургов; ur. 28 czerwca 1990) – kazachski sportowiec, zajmujący się street workoutem i kalisteniką.

## Życiorys
Uchodzi za jednego z najważniejszych sportsmenów związanych ze street workoutem. Pierwszy wiceprezes Kazachskiej Federacji Street Workout. Organizator 1. Międzynarodowych Mistrzostw Świata w Street Workoucie, a także mistrzostw kazachskich w tej dyscyplinie. Sędzia w międzynarodowych zawodach street workoutu oraz street liftingu. Utworzył i kieruje przedsiębiorstwem Bar Bars.
Zyskał popularność wśród fanów sportów siłowych. Znany z wielkiej siły oraz wytrzymałości fizycznej, jest osobowością internetową; jego profile w serwisach takich jak YouTube czy Instagram cieszą się dużą oglądalnością.
Wyznawca islamu. Mieszka w stolicy Kazachstanu, Astanie; jest to jego miasto rodzinne. Żonaty od 2013 roku.